# Пауэлл, Майк
Майкл Энтони Пауэлл (англ. Michael Anthony Powell, род. 10 ноября 1963, Филадельфия) — американский легкоатлет, двукратный серебряный призёр Олимпийских игр и двукратный чемпион мира в прыжке в длину. Действующий рекордсмен мира в прыжке в длину с 30 августа 1991 года (895 см).

## Биография
Майк Пауэлл родился 10 ноября 1963 года в Филадельфии (Пенсильвания).
Пауэлл окончил школу Edgewood в Западной Ковине (Калифорния), затем поступил в Калифорнийский университет в Ирвайне, а затем перевёлся в Калифорнийский университет в Лос-Анджелесе.

### Спортивная карьера
В 1988 году Майк Пауэлл завоевал серебряную медаль в прыжках в длину на Олимпийских играх в Сеуле.
На чемпионате мира по лёгкой атлетике 1991 года в Токио в пятой попытке финала Пауэлл прыгнул на 895 см, тем самым превысив на 5 см мировой рекорд, принадлежавший Бобу Бимону с 1968 года. За это достижение он удостоился премии Джеймса Э. Салливана как лучший спортсмен-любитель США и награду Би-би-си в категории Иностранный спортсмен года по версии BBC.
В 1992 году Пауэлл вновь выиграл серебряную медаль на летних Олимпийских играх.
Он победил в прыжках в длину на чемпионате мира 1993 года и стал третьим на чемпионате мира 1995 года.
После летних Олимпийских игр 1996 года Пауэлл оставил спорт. Он сделал попытку и вернулся в 2001 году с целью участия в летних Олимпийских играх 2004 года, но не прошёл в состав американской команды после отборочных соревнований.
По окончании спортивной карьеры Пауэлл работал тренером по прыжкам в длину в «Академии скорости» (англ. Academy of Speed) в Ранчо-Кукамонга (Калифорния) и спортивным аналитиком в «Yahoo! Sports».